# Clasificación para la Copa Africana de Naciones de 1962
La clasificación para la Copa Africana de Naciones 1962 fue llevada a cabo para determinar que cuatro selecciones clasificarían a la Copa Africana de Naciones de 1962. Se utilizó solo dos fases de eliminación directa en formato de ida y vuelta entre 8 selecciones (En realidad eran 9 junto a Sudán quien se incorporaría en una tercera ronda, para jugar contra uno de los ganadores de la segunda, pero se retiró), para determinar dos de las selecciones. El local y el campeón defensor completaban los cuatro participantes, siendo estos Etiopía el local y la República Árabe Unida el campeón de la edición anterior.

## Primera ronda
| Túnez    | vs | Marruecos | Ghana   | vs | Nigeria |
| Zanzíbar | vs | Uganda    | Etiopía | vs | Kenia   |

| Lugar                 | Partido   | Partido | Partido | Partido | Partido   |
| --------------------- | --------- | ------- | ------- | ------- | --------- |
| -                     | Túnez     |         | w/o     |         | Marruecos |
| -                     | Marruecos |         | o/w     |         | Túnez     |
| Túnez pasó de ronda   |           |         |         |         |           |
| Ghana                 | Ghana     |         | 2:2     |         | Nigeria   |
| Nigeria               | Nigeria   |         | 0:0     |         | Ghana     |
| Nigeria pasó de ronda |           |         |         |         |           |
| Zanzíbar              | Zanzíbar  |         | 1:2     |         | Uganda    |
| Uganda                | Uganda    |         | 2:0     |         | Zanzíbar  |
| Uganda pasó de ronda  |           |         |         |         |           |
| Etiopía               | Etiopía   |         | 6:1     |         | Kenia     |
| Kenia                 | Kenia     |         | 5:4     |         | Etiopía   |
| Kenia pasó de ronda   |           |         |         |         |           |

## Segunda ronda
| Túnez | vs | Nigeria | Uganda | vs | Kenia |

| Lugar   | Partido | Partido | Partido | Partido | Partido |
| ------- | ------- | ------- | ------- | ------- | ------- |
| Nigeria | Nigeria |         | 2:1     |         | Túnez   |
| Túnez   | Túnez   |         | w/o     |         | Nigeria |
| Uganda  | Uganda  |         | 0:1     |         | Kenia   |
| Kenia   | Kenia   |         | 0:1     |         | Uganda  |

## Clasificados
| Bandera de Túnez | Uganda | Etiopía | Egipto                |
| Túnez            | Uganda | Etiopía | República Árabe Unida |
| ---------------- | ------ | ------- | --------------------- |

## Goleadores
2 goles
- Patrick Noquapor

1 gol
- Edward Acquah
- Edward Aggrey-Fynn
- Munialo Opicho
- Albert Onyeawuna
- Chukwumah Igweonu
- Dejo Fayemi
- Elkanah Onyeali
- Abdelmajid Chetali
- Ali Klibi
- Moncef Chérif
- Congo Odong
- Hassan Fauza
- Jimmy Ssewava